# Anastasia Melnyčenko
Anastasia „Nastya“ Melnychenko (ukrajinsky Настя Мельниченко; * 1984) je ukrajinská aktivistka a spisovatelka, která píše o sociálních, historických a kulturních otázkách. Je spoluzakladatelkou neziskové lidskoprávní organizace STUDENA. Je také známá jako iniciátorka kampaně na sociálních sítích #IAmNotAfraidToSayIt na Ukrajině a v Rusku v roce 2016, předchůdce hnutí MeToo.

## Studium
V roce 2007 získala bakalářský titul na Institutu žurnalistiky Kyjevské národní univerzity Tarase Ševčenka. V roce 2010 získala magisterský titul s vyznamenáním v oboru archeologie a historie Ukrajiny na Národní univerzitě Kyjev-Mohyla. V roce 2018 se zapsal do postgraduálního programu managementu na Ukrajinské katolické univerzitě.

## Kariéra
Melnychenko začala svou kariéru jako novinářka. Během roku 2000 psala pro ukrajinské noviny, tiskové agentury a časopisy. V roce 2007 sloužila jako šéfredaktorka časopisu Golden Age (Золотий вік). Pět let byla šéfredaktorkou rodinného časopisu Zhila (Жила).
V roce 2010 začala pracovat jako projektová koordinátorka, organizovala konference, přednášky a festivaly. Mezi projekty, na kterých pracovala, byly „Rovnost a práva žen na Ukrajině“, projekt vedený Rozvojovým programem Volyňské centrum pro výzkum a obrodu; a putovní kulturní a vzdělávací festival „Ze země na Ukrajinu.“

## Projekt #IAmNotAfraidToSayIt
5. července 2016 si Melnychenko přečetla online diskuzi, ve které bylo oběti znásilnění řečeno, že za to může ona. Melnychenko na to reagovala zveřejněním příspěvku na Facebooku, ve kterém vyprávěla o své osobní zkušenosti se sexuálním zneužíváním a zavrhla myšlenku, že za to může ona sama. Zahrnula hashtag v ukrajinském jazyce #яНеБоюсьСказати, což v angličtině znamená #IAmNotAfraidToSayIt nebo #IAmNotAfraidToSpeak. V rozhovoru pro Medúza později ten měsíc řekla:
U nás, a ano obecně v celém postsovětském prostoru, se lidé místo jednoznačného obviňování násilníka hned začnou ptát, co ta žena udělala špatně. Chtějí vědět, co s ní je. Možná měla na sobě krátkou sukni? Možná šla domů příliš pozdě? Nebo možná byla opilá? Nakonec je žena vinna jednoduše proto, že se narodila jako žena.
Její příspěvek se velice rozšířil a brzy poté začaly ženy v Rusku a na Ukrajině zveřejňovat své vlastní příběhy sexuálního obtěžování a napadení. Mnozí uvedli, že to bylo poprvé, co o incidentech mluvili. Do srpna 2016 téměř 200 000 žen a mužů vyjádřilo podporu nebo sdílelo své příběhy na sociálních sítích pomocí jejího hashtagu. V roce 2018 vydala stejnojmennou knihu.

## Knihy
- 2019 – A teď je všechno jinak. Nakladatelství Vydavnytstvo
- 2019 – Z Khruli do Ziuziuky. Nakladatelství Teza.
- 2019 – Co se nachází v Khruli. Nakladatelství Teza.
- 2017 – #IAmNotAfraidToSayIt. Nakladatelství Folio.